# بيت البدعة (وشحة)

تعديل مصدري - تعديل

بيت البدعة هي إحدى قرى عزلة ضاعن بمديرية وشحة التابعة لمحافظة حجة، بلغ تعداد سكانها 94 نسمة حسب تعداد اليمن لعام 2004.